# Страх од смрти (књига)
Страх од смрти је психоаналитичка студија психијатра и психоаналитичког психотерапеута, дугогодишњег професора Медицинског факултета у Београду Љубомира Ерића (1936) објављена 1967. године. На српском језику књига је први пут објављена 2001. године 	у издању издавачке куће "Просвета" из Ниша. До данас је објављено четири издања ове кљиге.

## О аутору
Др Љубомир Ерић психијатар и психоаналитички психотерапеут, страхолог и професор Медицинског факултета у Београду је рођен у Петроварадину 1936. године. Факултет је завршио 1962. године. На институту за Ментално здравље се запослио 1963. године где започиње специјализацију из неуропсихологије и едукацију из психоаналитичке психотерапије. Специјалистички испит положио 1968, магистрирао 1971, а докторирао 1976. године.
Области проучавања Љубомира Ерића јесу страх, сексуални поремећаји и психопатологије касне адолесценције, као и примена психоаналитичке психотерапије у лечењу тих поремећаја. Бави се и психологијом уметничког стваралаштва.
Током свог дугогодишњег рада написао је више од сто педесет научних радова, двадесет монографија, књига и уџбеника.
Најважније књиге Др Ерића: Страх од испита, Панична стања, Агорафобија, Социјална фобија, Страх од смрти, Речник страха, Медицинска сексологија, Сексуалне дисфункције, Лексикон сексуалности,
Психоанализа и психопатологија ликовног израза, О цртежу.

## О делу
Књига Страх од смрти је студија у којој се аутор бави природом и изроцима страха од смрти, психоаналитичком разумевању смрти и страха од ње, о психопатологији и страху од смрти, али и о психотерапији страха о смрти.
Студија о томе како научити живети са страхом о смрти, како га разумети и како превладати сопствене страхове.